# Kraftwerksblock

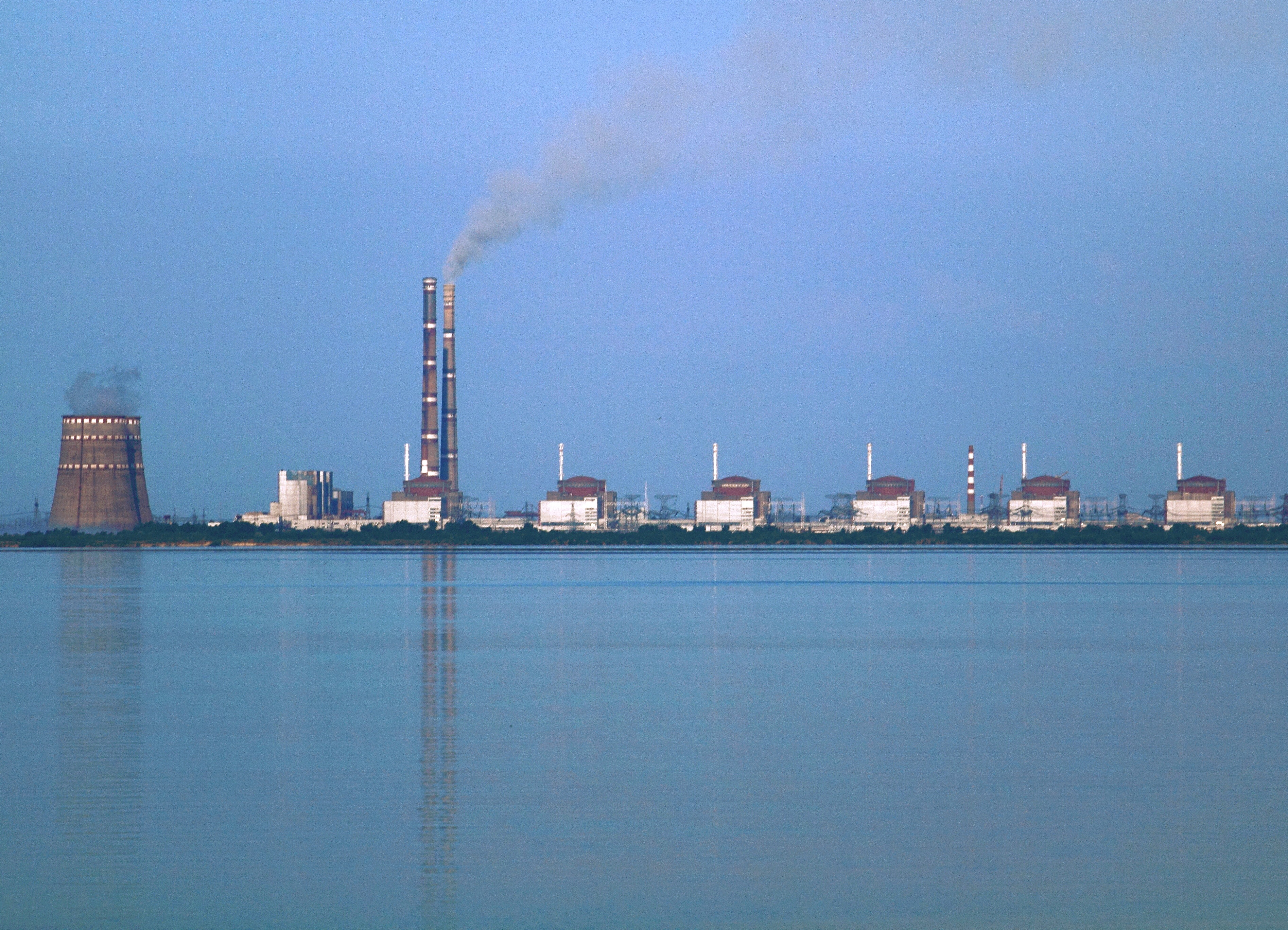
Die sechs Blöcke des Kernkraftwerks Saporischschja

Ein Kraftwerksblock ist im Gegensatz zum Sammelschienenkraftwerk ein einzelnes technisch vollständiges Kraftwerk, das in einer Gruppe zu mehreren an einem gemeinsamen Standort errichtet ist, von dem aus alle Blöcke verwaltet werden. Diese Organisationsform wird gewählt, weil die heutigen Dampfkessel und Dampfturbinen nicht beliebig groß gebaut werden können. Ein weiterer Grund liegt darin, dass notwendige Wartungsarbeiten oder ein Schaden an einem für den regelmäßigen Betrieb des Kraftwerkblocks notwendigen Bauteil keine gravierenden Auswirkungen auf die Versorgung mit elektrischer Leistung hat, da andere Kraftwerksblöcke für den ausgefallenen Block zugeschaltet werden können und somit eine Reserve bilden.
Ein typisches Beispiel für die Organisation mehrerer Kraftwerksblöcke zu einem Großkraftwerk ist das in Gelsenkirchen gelegene Steinkohlekraftwerk Gelsenkirchen-Scholven. Hier befanden sich sieben Blöcke zu insgesamt 3800 Megawatt installierter Leistung.
Bei konventionellen thermischen Kraftwerken sind häufig bis zu zehn Blöcke zu einem Großkraftwerk vereint, während bei Kernkraftwerken häufig nur ein Block existiert.
Der größte Kernkraftwerks-Standort weltweit ist das japanische Kashiwazaki-Kariwa mit sieben Blöcken, in Europa gibt es als größte Anlagen das Kernkraftwerk Saporischschja und das Kernkraftwerk Gravelines mit je sechs Blöcken.